# Пашалик
Пашалик (осман. پاشالق, тур. paşalık) — територія, на яку поширювалася влада паші. Зазвичай відповідав адміністративній одиниці еялет. Втім, у часи кризи Османської імперії наприкінці XVIII ст. деякі паші, що носили його як почесне звання, утворювали власні пашалики з частин еялетів. Насамперед це стосується Шкодерського і Бератського пашаликів. Також іноді пашаликом називали ставку, місце розташування паші.
Натепер пашалик використовується лише в Марокко, де є підрозділом провінції.